# 売文社

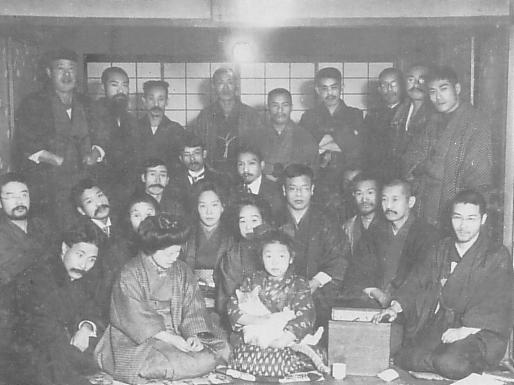
売文社の会員

売文社（ばいぶんしゃ、1910年(明治43)12月31日 - 1919年(大正8)3月7日）は、赤旗事件の刑期を終えて出獄した堺利彦が、大逆事件（幸徳事件）後の「社会主義冬の時代」に生活費を稼ぎ、同時に、全国の社会主義者間の連絡を維持・確保するために設立した、代筆・文章代理を業とする団体。社長は堺が務めた。創設時の住所は東京市四谷南寺町（現・須賀町）。
大杉栄・荒畑寒村・高畠素之・山川均・橋浦時雄・和田久太郎・白柳秀湖・山口孤剣などが参加した。機関誌に『へちまの花』と、それを改題した『新社会』がある。
1918年、堺らと高畠らの内部対立のために解散した。

## 出版物
編集社として他出版社から出版した書籍もある。
- 1917年には京橋堂から、三宅雪嶺、高山樗牛、近松巣林子、曲亭馬琴、徳富蘇峰、国木田独歩、樋口一葉、他国外作家の美辞名句集のシリーズを出版した。
- 1919年には『労働問題叢書』を文雅堂から出版。
- 1920年にはセシル・フェアフィールド・ラベル『国民生活の改造』（Reconstruction and National Life）を敬文堂書店から出版。
- 堺利彦が死去し、売文社も消滅した後の1948年には、売文社を名乗る東京都千代田区の出版社（発行者藤田興次）から堺利彦『社会主義大意』が出版されている[3]。

## 参照
- 川口武彦『日本マルクス主義の源流－堺利彦と山川均』、ありえす書房、1983年4月
- 川口武彦『堺利彦の生涯』下、社会主義協会出版局、1993年2月